# Національний суддя зі спорту

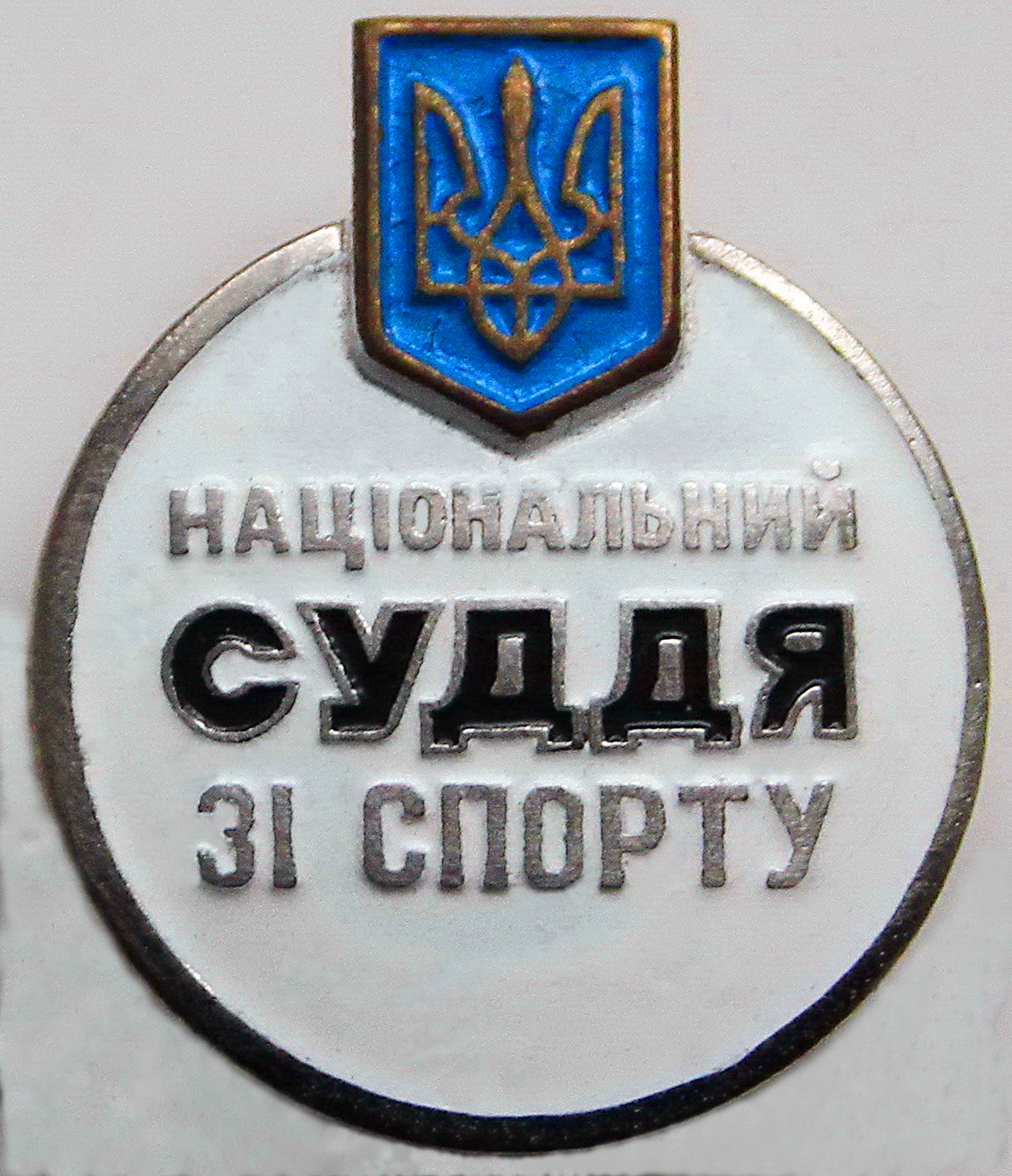
Національний суддя зі спорту

Національний суддя зі спорту — це спеціальне звання у спорті України для суддів.

## «Національний суддя зі спорту» присвоюється тим суддям
- що мають І категорію і стаж суддівства не менше 4 років після її присвоєння, а також тим діючим суддям, що мали звання «Суддя всесоюзної категорії»;

- що мають практику суддівства не менше 8 змагань на першості області і 5 змагань, проведених Держкомспортом України, як головний суддя або головний секретар згідно з регламентом суддівства, встановленим міжнародною федерацією;

- Суддівство змагань, що проводяться Держкомспортом України, повинно здійснюватися як головним суддею (заступником головного судді) або головним секретарем згідно з регламентом суддівства, встановленим міжнародною федерацією;

- Звання «Національний суддя зі спорту» присвоюється за умови участі не менше як у 3 семінарах з підготовки «Суддів зі спорту І категорії», що проводяться за 40-годинною програмою. Особисто провести не менше як 12 годин занять, брати участь у національному семінарі та скласти іспит національній колегії суддів.

ПРИМІТКА: суддівські семінари можуть проводитись у період змагань, після чого ГСК видає довідки про обсяг занять із загальною оцінкою суддівства.
Особам, яким присвоєно спортивне звання «Національний суддя зі спорту», видаються нагрудний знак і номерне посвідчення. У посвідченні є фотографія та вказуються прізвище, ім'я та по батькові, вид спорту, номер наказу з датою. У цьому посвідченні має бути особистий підпис національного судді зі спорту.
Звання «Національний суддя зі спорту» не дає права на надбавку до пенсії.